# Leonhard Aloys Joseph Nellessen
Leonhard Aloys Joseph Nellessen (* 1. Januar 1783 in Aachen; † 18. Mai 1859 ebenda) war ein deutscher römisch-katholischer Priester und ein Verfechter des Ultramontanismus.

## Leben und Wirken
Der aus einer wohlhabenden Tuchfabrikantenfamilie stammende Nellessen und Neffe von Franz Carl Nellessen, Fabrikbesitzers der Tuchfabrik Nellessen, begann bei einem Privatlehrer aus dem 1773 aufgelösten Jesuitenordens ein Studium der Humaniora, welchem er noch ein Studium der Philosophie und Theologie bei den Aachener Franziskaner-Minoriten folgen ließ. Zusätzlich erlernte er bei einem ortsansässigen Rabbiner noch die Hebräische Sprache. Kurz vor dem Tode des Aachener Bischofs Marc-Antoine Berdolet im Jahre 1809 erhielt Nellessen von diesem noch die Priesterweihe, nahm aber eine anschließend angebotene Pfarrstelle nicht an, zum einen aus aktuellen Gesundheitsproblemen zum anderen aber auch, da er den wenig später von Kaiser Napoléon Bonaparte ernannten und umstrittenen Nachfolger Berdolets, Jean-Denis-François Camus, nicht anerkennen wollte.
Stattdessen wirkte Nellessen mehrere Jahre als Hauslehrer für Schüler, die später einen geistlichen Beruf anstreben wollten und unterstützte oftmals vertretungsweise den Pfarrer von St. Nikolaus in Aachen, der Klosterkirche der Franziskaner-Minoriten. Schließlich wurde Nellessen im Jahre 1817 durch den Generalvikar des Bistums Aachen, Martin Wilhelm Fonck, zum Pfarrer von St. Nikolaus ernannt.
Nellessen setzte sich während seiner Amtszeit als strengster Vertreter für die Einhaltung des  Ultramontanismus ein, bei dem es sich um eine vorherrschende Strömung seiner Zeit handelte, in der die Auffassung vertreten wurde, dass Katholiken sich absolut papsttreu zu verhalten und ausschließlich den Weisungen der päpstlichen Kurie zu folgen hätten. Damit stand er im Widerspruch mit den Lehren des Hermesianismus, vertreten durch den Professor für Dogmatik Georg Hermes, dem Kölner Erzbischof Ferdinand August von Spiegel und vielen anderen, die in einer gewissen Tradition der katholischen Aufklärung standen. Diese gegensätzlichen Auffassungen, zu denen auch die unterschiedliche Auslegung der Mischehenfrage gehörte, gipfelten im Rheinland schließlich in den Kölner Wirren und führten zum Konflikt zwischen der katholischen Kirche und dem preußischen Staat. Zur Unterstützung seiner Thesen gründete Nellessen den so genannten „Aachener Priesterkreis“, dem unter anderem auch der Theologe Johann Theodor Laurent, welcher auch als Informant an den Heiligen Stuhl in Rom diente, sowie der Bruder der Ordensschwester Clara Fey, Andreas Fey, angehörte.
Nellessen drückte seine ultramontanistische Einstellung unter anderem in zahlreichen gedruckten Predigten, Trauerreden und Streitschriften aus, wegen deren Inhalt er daraufhin auch mehrfach verklagt und vorübergehend verhaftet wurde. Ebenso folgte ein langjähriger und in Aachener und Kölner Zeitungen ausgetragener Streit zwischen ihm und einem weiteren Aachener Priester auf der einen Seite sowie dem Breslauer Philosoph Peter Joseph Elvenich und dem späteren Oberbürgermeister von Köln Hermann Joseph Stupp als Verteidiger des Hermesianismus auf der anderen Seite. Dieser Federkrieg wurde später von Stupp in dessen Schrift: „Anti-Nellessen, oder fünfzehn Artikel gegen und für die letzten Hermesianer“ (1845) abgedruckt. Ebenso sah sich Stupp anlässlich Nellessens diskriminierender Formulierung gegen die Hermesianer in seiner Trauerrede für den Erzbischof Clemens August Droste zu Vischering im Jahre 1845 gezwungen, einen mahnenden Brief an Nellessen zu schreiben.
Leonhard Nellessen, der die letzten zwölf Jahre seines Lebens erblindet war, setzte sich dennoch im Jahre 1848 für die Gründung einer Aachener Niederlassung des Ordens der Schwestern vom Guten Hirten und die dazu nötige Erbauung des Klosters vom Guten Hirten ein. Ebenso engagierte sich Nellessen wenige Jahre später für die Neueinrichtung einer ersten Jesuiten-Kommunität Aachen nach deren Ordensauflösung 1773 und hinterließ dem Orden, dessen Mitglieder er zum Teil in seinem Haus einquartiert hatte, einen Teil seines beachtlichen Vermögens.
Anlässlich seines Priesterjubiläums wurde Leonhard Nellessen am 3. Oktober 1858 von der theologischen Fakultät der Katholieke Universiteit Leuven zum Ehrendoktor ernannt. Leonhard Nellessen fand seine letzte Ruhestätte auf dem Aachener Ostfriedhof.

## Schriften (Auswahl)
- Richtige Ansicht des christlichen Ehevertrags und der gesetzgebenden Gewalt der Kirche über denselben:  aus Schrift und Kirchenrecht : als Widerlegung der Schrift des Oberlandgerichtsraths Zum Bach über die Ehen zwischen Katholiken und Protestanten; Verlag Jacob Anton Mayer, Aachen, 1820
- Die heilige Mission während der Fastenzeit - einundzwanzig Fastenpredigten, Verlag Pustet, (Posthum) 1884
- Die Göttlichkeit des katholischen Glaubens-Systems: bewiesen in sechs Predigten, 1821
- Die Bekenntnisse des heiligen Augustins mit eingestreuten Anwendungen auf unser Zeitalter: in fünf Fastenpredigten, Verlag Schreiner, 1821
- Die Monita secreta Societatis Jesu, oder die geheimen Verhaltungsbefehle der Jesuiten, ein Lügen-Machwerk, Jacob Anton Mayer, Aachen, 1825